# Cao Văn Viên
Cao Văn Viên (Vientián, Laos; 21 de diciembre de 1921-Annandale, Virginia; 22 de enero de 2008) fue un militar vietnamita que sirvió en el Ejército de Vietnam del Sur y fue jefe del Estado Mayor survietnamita. Fue considerado uno de “los más regalados” de los líderes militares de Vietnam del Sur, se le llamó “una figura de llave” y uno de “los más importantes líderes militares vietnamitas” en la lucha estadounidense durante la guerra de Vietnam (1957-1975). Junto con Trần Thiện Khiêm, es uno de los dos únicos generales de cuatro estrellas en la historia de Vietnam del Sur.

## Vida
Cao nació como hijo de padres vietnamitas en Vientián, Laos, el 21 de diciembre de 1921. Su padre era mercader. Hubo rumores de hallazgo de oro en el delta del Mekong y él movilizó hacia la llamada Cochinchina para convertirse en un prospecto siguiendo los pasos de Hồ Chí Minh que formó una guerrilla contra el colonialismo francés, concluyendo que el movimiento de Ho era más comunista que nacionalista y formó grupos independientes. Fue capturado por los franceses y se metió en la Universidad de Saigón, actual Ciudad Ho Chi Minh, se graduó en literatura francesa; su compañero de clase fue Lâm Quang Thi.

## Carrera militar
Cao se metió en la academia militar Cap Saint Jacques Military School, graduándose con una comisión en el Ejército Nacional Vietnamita como segundo teniente en 1949. Escaló de rango convirtiéndose en comandante de batallón en 1953 y mayor en 1954. Entró a la Academia Militar Nacional Vietnamita como teniente, donde hizo Amistad con algunos de los futuros líderes militares survietnamitas. Sirvió en inteligencia militar (en 1953-1954) sirvió como oficial de logística militar. Tras la formación del Ejército de la República de Vietnam (ERVN/ARVN por sus siglas en inglés) en 1955, siendo nombrado jefe de logística militar para el Estado Mayor del ERVN y se graduó en el United States Army Command and General Staff College en 1957. En 1960 completó el entrenamiento de paracaidista con militares vietnamitas y estadounidenses, obteniendo su licencia vietnamita de piloto de combate y su licencia estadounidense de piloto de combate de helicóptero; fue ascendido al rango de teniente coronel y fue nombrado jefe del Equipo Militar Especial en la oficina del Presidente de la República en 1956, mudándose junto con su familia a una casa modesta en el suburbio de Cholon en Saigón (donde vivió hasta abril de 1975).
Fue ascendido a coronel en 1960 y se le nombró comandante de la División Aerotransportada Vietnamita en noviembre del mismo año. Basado en sus experiencias Cao dedujo en 1961 que la guerrilla del Viet Cong podría prolongar sus acciones pero se reforzarían por unidades regulares del Ejército de Vietnam del Norte (EVN/NVA por sus siglas en inglés). Rechazó participar en el golpe de Estado de 1963 contra el presidente survietnamita Ngô Đình Diệm y fue un crítico ayudante del golpe de Estado de 1964 en el que el presidente Dương Văn Minh fue derrocado por el general Nguyễn Khánh y ordenó a sus tropas de la División Aerotransportada asegurar la capital. El 14 de marzo fue ascendido por el nuevo régimen a General de Brigada y se le nombró comandante del III Cuerpo del Ejército, teniendo a su cargo la región crítica alrededor de Saigón; dirigió personalmente a sus tropas en acción en la provincia de Kiến Phong (actual Đồng Tháp) ese mismo mes, su unidad fue emboscada y rodeada por 3 lados. Viên fue herido en un antebrazo y un hombro, y fue condecorado por Estados Unidos con la Estrella de Plata y por Vietnam del Sur con la Orden Nacional de Vietnam.
El general Cao fue nombrado Jefe del Equipo del Estado General Adjunto el 11 de septiembre del mismo año, después que el presidente Nguyễn Khánh destituyera al general Nguyễn Văn Thiệu en orden para ganar el apoyo budista para su gobierno. Como jefe del EEGA controló movimientos de tropas alrededor de la capital y nombró oficiales para unas pocas posiciones críticas y apoyó a Khánh y lo ayudó en un contragolpe causado por el general de división Duong Van Duc el 14 de septiembre de 1964. Con el general Nguyen Chanh Thi, el comodoro aéreo Nguyễn Cao Kỳ, el general Nguyễn Văn Thiệu y el almirante Chung Tấn Cang apoyó un golpe contra el primer ministro Trần Văn Hương en diciembre del mismo año y lanzó el mayor ataque con helicópteros de la guerra en febrero de 1965; cuando las fuerzas del Vietcong lanzaron un ataque de morteros en la ciudad de Đồng Xoài el 10 de junio del mismo año, Viên y las fuerzas estadounidenses rechazaron el ataque envolviéndose activamente estas últimas en la contienda. Al renunciar el presidente Phan Khắc Sửu el 17 de junio -7 días después- y sucederlo el ya mariscal aéreo Nguyễn Cao Kỳ, Viên fue hecho miembro del consejo militar que se convirtió en un gabinete de facto.

### Jefe del Estado Mayor
Como Jefe del Estado Mayor atendió un plan estratégico. En 1965 propuso invadir Laos y establecer una línea defensiva a través de la porción sur del país para cortar la ayuda al Vietcong que se hacía a través de la Ruta Ho Chi Minh. Se reunió con el presidente de Estados Unidos Lyndon B. Johnson en Guam en febrero de 1966 para discutir el plan, pero Johnson rehusó autorizar la ayuda estadounidense para la campaña lo que nunca se hizo. Bajo el mando del primer ministro Nguyễn Cao Kỳ, lideró personalmente hacia Đà Nẵng y Huế durante la Rebelión budista de abril del mismo año.

### Ministro de Defensa
El 26 de enero de 1967 el primer ministro Nguyễn Cao Kỳ anunció que el teniente general Nguyễn Hữu Có sería reemplazado como ministro de Defensa por el teniente general Cao Văn Viên. Él aceptó, aunque asumió el puesto de vice primer ministro como el ministro de Defensa usual, se le promovió a general de 4 estrellas el 5 de febrero del mismo año. Con su rol él y el general Nguyễn Văn Vy formaron un comité para investigar la raíz de la corrupción del liderazgo militar survietnamita. Más de 50 oficiales del Ejército de Vietnam del Sur (ERVN/ARVN por sus siglas en inglés) fueron retirados del servicio en la primera campaña (después de la guerra Cao fue acusado de refutar para actuar en las acusaciones de corrupción presentadas). También fue criticado en una carta al general William Westmoreland (el mayor comandante estadounidense en Vietnam del Sur) que él dijo sobre un pesimista y derogatorio artículo por los medios de comunicación de Estados Unidos acerca de las tropas survietnamitas y sus acciones de combate. Westmoreland subsecuentemente asignó “asesores de información militar” en las tropas para revisar esas relaciones.
El 10 de agosto del mismo año, en su primera conferencia de prensa, accidentalmente reveló la existencia de una campaña secreta de bombardeos contra las tropas del Vietcong y el EPV en Camboya. El gobierno estadounidense negó inmediata y categóricamente esos bombardeos, convirtiéndose Cao en el primer alto oficial survietnamita en admitir que Estados Unidos bombardeaba Camboya. Como ministro de Defensa el general Cao también estuvo atento para reformar la campaña de pacificación del gobierno. El despegue del Programa del Caserío Estratégico (un intento por separar a los campesinos del Vietcong y mover a la población hacia aldeas fortificadas) en 1963 en un énfasis sobre una solución militar en 1965. El Programa Phoenix, diseñado para identificar y capturar o matar a rebeldes del Vietcong, fue implementado y el gobierno survietnamita se enfocó sobre el “Despegue Revolucionario”.

### Rol durante la Ofensiva del Tet

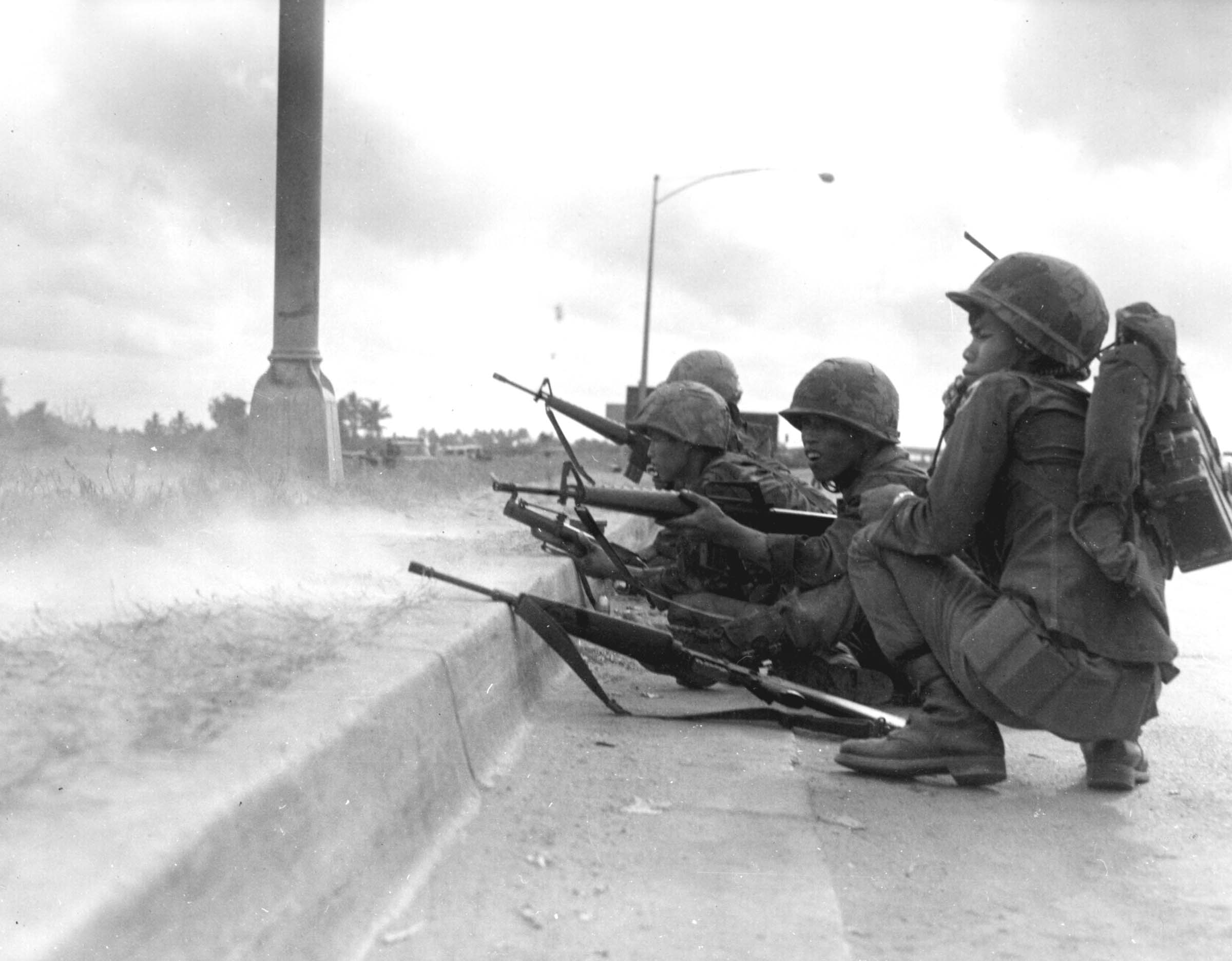
Soldados del ERVN defienden Saigón durante la Ofensiva del Tet.

El general Viên tuvo un rol crítico en la Ofensiva del Tet del 31 de enero de 1968. Previendo un ataque durante el Tết (el año nuevo vietnamita) el general estadounidense William Westmoreland le avisó que limitara el tradicional cese de fuego para las 24 horas. Viên aceptó pero falló para ganar por su limitación. Fuerzas del Vietcong y el Ejército de Vietnam del Norte atacaron los Cuerpos I y II tras la medianoche de ese día y Saigón y el III Cuerpo a las 3 AM hora local. Sin ser alertado para la batalla debido a las interrupciones en las comunicaciones durante las horas críticas en el mayor ataque a Saigón desde túneles secretos, fue forzado a dirigirse por las estrechas calles capitalinas a las 7 AM hacia los cuarteles del Estado General Adjunto en el Aeropuerto Tân Sơn Nhứt; este fue uno de los 6 puntos críticos para las fuerzas comunistas y el Batallón Sapper C-10 fueron asignados para atacar el edificio.
Viên inmediatamente ordenó dispersar sus fuerzas por la ciudad previendo un colapso de su defensa. Con 2 compañías él ordenó un contraataque contra el enemigo que controlaba el acceso al aeropuerto. Los oficiales actuaron como soldados y gracias a las acciones de Viên la sede de los cuarteles del Estado Mayor fue la única locación militar en Saigón, coordinando la defensa de la ciudad en las primeras horas críticas de la Ofensiva del Tet y dirigiendo personalmente a sus tropas en la Operación Tran Hung Dao, la contraofensiva el 3 de febrero. Se convenció de que Vietnam del Norte intentaba cortar en dos a Vietnam del Sur para ocupar el Tây Nguyên o tierras altas. Westmoreland reforzó Khe Sanh (300 km) en el norte; el 1 de abril atendió a Westmoreland, al teniente general Lê Nguyên Khang -comandante del III Cuerpo-, al general Creighton Abrams -que sucedería a Westmoreland el 10 de junio de ese año- y al Vicembajador de EE. UU. en Vietnam del Sur Samuel D. Berger. Este declaró la victoria para Vietnam del Sur.

### La vietnamización
El general Viên continuó para proseguir la guerra. El atendió a la prensa y sus asesores militares estadounidenses que él estaba a la expectativa de que EE. UU. enviara a 250,000 tropas a Vietnam del Sur por los siguientes años y él dijo no saber sobre la expectativa de que su país sobreviviera. A inicios de 1970 fue asignado comandante de la Brigada Aerotransportada, pero el presidente Nguyễn Văn Thiệu rehusó hacerlo. En abril del mismo año, junto con el general William B. Rosson, planeó la invasión de Camboya para atacar al Vietcong y el EPVN en sus áreas de abastecimiento; también reorganizó la estructura de comando del ejército, proveyéndolo de comandantes de los Cuerpos III y IV durante las operaciones en Camboya y el establecimiento de una relación militar oficial para el Estado Mayor.
Como un alto nivel de cabina de oficiales y generales en octubre Cao encontró apoyo para lanzar un plan (la Operación Lan Som 719) para que las tropas del ERVN entraran a Laos para cortar la Ruta Ho Chi Minh o Sendero de Ho Chi Minh y junto con el presidente Nguyễn le propusieron al Secretario de Defensa de Estados Unidos Melvin R. Laird, el 11 de enero de 1971, este plan que Laird aceptó por lo que Cao trabajó junto con el general Creighton Abrams en los detalles, proponiendo la invasión de Laos lo que sería un golpe contundente al EVN. Pero la invasión fue un desastre debido a los pésimos caminos y al gran número de expertos de la artillería y nidos de ametralladoras del EVN (que interceptaron los asaltos aerotransportados), causando 10 000 bajas a los sudvietnamitas; se pretendía abrir un corredor de 25 km de ancho por 35 de largo entre la frontera de Vietnam del Sur y la ciudad laosiana de Tchepone. Eso cortaría la Ruta Ho Chi Minh y detendría las operaciones de los guerrilleros en el Sur pero a mitad de camino falló.
En un ejemplo de lo que él llamó “psicología de guerra” Viên propagó rumores de que tropas del ERVN cruzarían la zona desmilitarizada e invadirían a Vietnam del Norte (estos rumores intentaban que 3 brigadas del EVN irían allí). El general Viên habló con el secretario Laird, el presidente de la Junta de Jefes de Equipo almirante Thomas Hinman Moorer y el comandante en jefe de comando del Pacífico almirante John S. McCain, Jr. en noviembre de ese año para discutir el efecto de cortar la ayuda militar. Su rol como Jefe del Equipo del Estado General Adjunto se convirtió en el más consejero; tras la Ofensiva de Pascua en marzo y abril de 1972 -durante la cual la ciudad de Quảng Trị y las provincias de Bình Định y Kon Tum se perdieron en manos comunistas- el presidente Nguyen consultó con Cao, pero continuó dirigiendo personalmente la guerra sin la asistencia de su equipo general, derrotando al EVN.
El general Cao Văn Viên estuvo a punto de ser nombrado para firmar los Acuerdos de Paz de París. Una tentativa de acuerdo entre Estados Unidos y Vietnam del Norte fue hecha en octubre, pero el presidente Nguyen rechazó el acuerdo y demandó 69 cambios. Para que el gobierno de Hanói se viera forzado a retomar las negociaciones y buscara como derrotar al gobierno survietnamita el presidente de Estados Unidos Richard Nixon ordenó nuevos bombardeos aéreos (la Operación Linebacker II) de Vietnam del Norte del 18 al 29 de diciembre. Las pérdidas yanquis fueron leves, comparadas con los daños pesados de Vietnam del Norte, y la opinión pública estadounidense y del Congreso era contraria a la campaña de bombardeos; el gobierno de Hanói se vio obligado a regresar a la mesa de negociaciones y Nixon suspendió la operación el 29 de diciembre. Los acuerdos se firmaron el 28 de enero de 1973 en París, Francia, y Cao fue el más importante oficial survietnamita paa representar al gobierno como el general Frederick C. Weyand y el último contingente de Estados Unidos salió de Vietnam el 28 de marzo a los dos meses de la firma de estos acuerdos.

### Papel durante los días finales de la guerra
Cao presintió que hacia marzo de 1975 ocurriría la caída de Vietnam del Sur. Al final de febrero el presidente Thieu (acompañado por el general Cao y el primer ministro general Trần Thiện Khiêm) hizo una breve visita a Cam Ranh Bay para ver la situación militar en la zona militarizada más septentrional survietnamita; en un consejo de generales el 11 de marzo del mismo año el presidente declaró que abandonaba las tierras altas, que eran una posición defendible por la mayor concentración de población y tropas alrededor de Saigón y el delta del Mekong. Junto con el general de división Homer D. Smith dijo no informar de la decisión del presidente Thieu, previendo que los estadounidenses no estaban preparados para ella. Esta decisión provocó el pánico público y el colapso del Ejército de la República de Vietnam (ERVN), pues las tropas se negaban a luchar o desertaban en gran número por lo que el general Cao dijo a las tropas de su nación: Tenemos un solo camino y lucharemos por nuestra supervivencia. La hora histórica ha llegado., pero en privado expresó su preocupación porque el gobierno no procuraba prolongar la Guerra de forma efectiva.
El general Viên, el presidente Thieu, el vicepresidente Trần Văn Hương y el primer ministro general Trần Thiện Khiêm consultaron con el Gen. Weyand el 1 de abril. También estaban presentes el embajador de Estados Unidos Graham Martin y el general Homer D. Smith; Weyand leyó un mensaje personal del presidente de Estados Unidos Gerald Ford indicando que limitaba los abastecimientos al ejército sudvietnamita dado que estaban en cero. Los generales Cao y Trần Văn Đôn, el nuevo ministro de Defensa, previeron que las tropas del ERV no prolongarían la lucha; para el General de Brigada australiano Ted Serong esto fue una señal de que Cao abandonaba la lucha pero Smith quería que Cao continuara hasta el final. El 21 de abril renunció el presidente Thieu dejando el cargo en manos del general Duong Van Minh. El 28 de abril Cao junto con su familia salió de Vietnam. 2 días después Saigón cayó en manos del Ejército de Vietnam del Norte y el Vietcong el 30 de abril cambiando su nombre por el de Ciudad Ho Chi Minh ese mismo día. Desde pocos días antes hubo una evacuación de civiles estadounidenses y sudvietnamitas mediante helicópteros que aterrizaron en las azoteas de la Embajada de EE. UU. y del Palacio de la Independencia llamado desde entonces Palacio de la Unificación.

## Vida de posguerra
Cao arribó a Estados Unidos el 29 de abril en un avión C-141 Starlifter que aterrizó en la estación aérea de El Toro. Fue recibido por el General de Brigada R.W. Taylor, del Cuerpo de Marines de los Estados Unidos, antes de reunirse con su familia. Se asentaron en el estado de Nueva Jersey, donde su esposa Tran Thi Tao creó un negocio de lavado en seco. Después se trasladaron a Falls Church, Virginia, donde su esposa abrió un negocio de exportación. Quiso enseñar literatura francesa pero se lo impidió la artritis. La esposa de Cao murió en 1991. Su hija Lan Cao se convirtió en profesora de Derecho en el College of William and Mary. Su hijo Cao Anh Tuan murió en 1996 y su hijo Cao Anh Dzung desapareció y nunca se volvió a saber de él. Cao Văn Viên vivió sus últimos años en Sleepy Hollow Manor, en asistencia vivida en Annandale, Virginia, muriendo de un ataque al corazón el 22 de enero de 2008. Le sobreviven su hija y 5 nietos.

## Otras medallas
En adición a su Orden Nacional de Vietnam, la Estrella de Plata y la Legión del Mérito, el general Cao fue condecorado con otras medallas por los gobiernos de Corea del Sur, Filipinas, Tailandia y Taiwán. También recibió los siguientes honores de Vietnam del Sur desde 1967:
- Orden del servicio distinguido del Ejército, 1.ª clase.
- Orden de la Fuerza Aérea, 1.ª clase.
- Orden del servicio distinguido de la Armada, 1.ª clase.
- Cruces de valentía (12 menciones: 8 con Palma, 2 con Estrella de Plata y Estrella de Cobre).
- Medalla de Valentía Aérea (Ala de oro).
- Medalla de Servicio Arriesgado.